# Liga das Nações da CONCACAF B de 2023–24
A Liga das Nações da CONCACAF B de 2023–24 é a segunda divisão da edição 2023–24 da Liga das Nações da CONCACAF, a terceira temporada da competição de futebol que envolve as 16 seleções nacionais masculinas de futebol da CONCACAF. Foi disputada entre 7 de setembro de 2023 até 21 de novembro de 2023

## Formato
Novas Seleções Classificadas para Liga B 2023-24
A seguir estão as seleções da Liga C da temporada 2022–23: que foram promovidas
| Promovidos da Liga das Nações da CONCACAF C de 2022–23                       |
| ---------------------------------------------------------------------------- |
| - Porto Rico - São Cristóvão e Neves - Santa Lúcia - São Martinho Neerlandês |

A Liga das Nações B da CONCACAF 2023–24 de Futebol foi disputada na mesma categoria da edição atual com 4 grupos de 4 equipes onde as primeiras seleções colocados foi promovidas para Liga A 2024-25 já as últimas foram rebaixadas para a Liga C 2024-25.A edição passada não houve rebaixamento,portanto as seleções que ficaram em últimas permanecerem nesta edição.

### Sorteio
O sorteio dos grupos ocorreu em 16 de maio de 2023 19:00 horas,em Miami,Flórida,Estados Unidos.Os potes foram divulgados no dia 02 de maio de 2023 em base no ranking da concacaf dividido quatro potes em cada,onde as dezesseis equipes foram sorteadas,formando a fase de grupos.

### Potes
| Seleção           | Pts   | Pos |
| ----------------- | ----- | --- |
| Trinidad e Tobago | 1.254 | 11  |
| Guiana Francesa   | 1.086 | 15  |
| Guiana            | 994   | 18  |
| Guadalupe         | 996   | 19  |

| Seleção               | Pts | Pos |
| --------------------- | --- | --- |
| Antígua e Barbuda     | 949 | 20  |
| São Cristóvão e Neves | 923 | 21  |
| República Dominicana  | 913 | 22  |
| Bermudas              | 863 | 23  |

| Seleção                  | Pts | Pos |
| ------------------------ | --- | --- |
| Santa Lúcia              | 759 | 24  |
| Porto Rico               | 790 | 26  |
| Monserrate               | 780 | 27  |
| São Vicente e Granadinas | 726 | 28  |

| Seleção                 | Pts | Pos |
| ----------------------- | --- | --- |
| Belize                  | 715 | 29  |
| Barbados                | 681 | 30  |
| Bahamas                 | 530 | 34  |
| São Martinho Neerlandês | 413 | 37  |

## Fase de Grupos

### Grupo A
| Pos | Equipe                  | Pts | J | V | E | D | GP | GC | SG  | Classificação ou descenso |     | Guadalupe | Santa Lúcia | São Martinho (Antilhas Neerlandesas) | São Cristóvão e Neves |
| --- | ----------------------- | --- | - | - | - | - | -- | -- | --- | ------------------------- | --- | --------- | ----------- | ------------------------------------ | --------------------- |
| 1   | Guadalupe               | 15  | 6 | 5 | 0 | 1 | 16 | 3  | +13 | Promovidos a Liga A       |     | —         | 2–0         | 4–0                                  | 5–0                   |
| 2   | Santa Lúcia             | 10  | 6 | 3 | 1 | 2 | 10 | 6  | +4  |                           |     | 2–1       | —           | 1–2                                  | 2–0                   |
| 3   | São Martinho Neerlandês | 6   | 6 | 2 | 0 | 4 | 6  | 15 | −9  |                           | 0–2 | 1–5       | —           | 2–3                                  |                       |
| 4   | São Cristóvão e Neves   | 4   | 6 | 1 | 1 | 4 | 4  | 12 | −8  | Rebaixados a Liga C       |     | 1–2       | 0–0         | 0–1                                  | —                     |

### Grupo B
| Pos | Equipe               | Pts | J | V | E | D | GP | GC | SG  | Classificação ou descenso |     | Nicarágua | República Dominicana | Monserrate (ilha) | Barbados |
| --- | -------------------- | --- | - | - | - | - | -- | -- | --- | ------------------------- | --- | --------- | -------------------- | ----------------- | -------- |
| 1   | Nicarágua            | 16  | 6 | 5 | 1 | 0 | 17 | 1  | +16 | Promovidos a Liga A       |     | —         | 0–0                  | 3–0               | 5–1      |
| 2   | República Dominicana | 10  | 6 | 3 | 1 | 2 | 14 | 6  | +8  |                           |     | 0–2       | —                    | 3–0               | 5–2      |
| 3   | Monserrate           | 9   | 6 | 3 | 0 | 3 | 9  | 14 | −5  |                           | 0–3 | 2–1       | —                    | 4–2               |          |
| 4   | Barbados             | 0   | 6 | 0 | 0 | 6 | 7  | 26 | −19 | Rebaixados a Liga C       |     | 0–4       | 0–5                  | 2–3               | —        |

### Grupo C
| Pos | Equipe                   | Pts | J | V | E | D | GP | GC | SG | Classificação ou descenso |     | Guiana Francesa | São Vicente e Granadinas | Bermudas | Belize |
| --- | ------------------------ | --- | - | - | - | - | -- | -- | -- | ------------------------- | --- | --------------- | ------------------------ | -------- | ------ |
| 1   | Guiana Francesa          | 10  | 6 | 3 | 1 | 2 | 10 | 6  | +4 | Promovidos a Liga A       |     | —               | 3–2                      | 3–0      | 0–2    |
| 2   | São Vicente e Granadinas | 9   | 6 | 3 | 0 | 3 | 13 | 14 | −1 |                           |     | 1–4             | —                        | 4–3      | 3–0    |
| 3   | Bermudas                 | 8   | 6 | 2 | 2 | 2 | 8  | 9  | −1 |                           | 0–0 | 3–1             | —                        | 1–1      |        |
| 4   | Belize                   | 7   | 6 | 2 | 1 | 3 | 5  | 7  | −2 | Rebaixados a Liga C       |     | 1–0             | 1–2                      | 0–1      | —      |

### Grupo D
| Pos | Equipe            | Pts | J | V | E | D | GP | GC | SG  | Classificação ou descenso |     | Guiana | Porto Rico | Antígua e Barbuda | Bahamas |
| --- | ----------------- | --- | - | - | - | - | -- | -- | --- | ------------------------- | --- | ------ | ---------- | ----------------- | ------- |
| 1   | Guiana            | 15  | 5 | 5 | 0 | 0 | 20 | 5  | +15 | Promovidos a Liga A       |     | —      | 1–3        | 6–0               | 3–2     |
| 2   | Porto Rico        | 12  | 6 | 4 | 0 | 2 | 22 | 10 | +12 |                           |     | 1–3    | —          | 5–0               | 6–1     |
| 3   | Antígua e Barbuda | 4   | 6 | 1 | 1 | 4 | 9  | 22 | −13 |                           | 1–5 | 2–3    | —          | 2–2               |         |
| 4   | Bahamas           | 1   | 5 | 0 | 1 | 4 | 7  | 21 | −14 | Rebaixados a Liga C       |     |        | 1–6        | 1–4               | —       |